# Luigi Brusotti
Luigi Brusotti (Pavie, 1877 – Padoue, 1959) est un mathématicien italien.

## Biographie
Luigi Brusotti naît à Pavie, fils de Ferdinando Brusotti diplômé en ingénierie à Turin et professeur à l'université de Pavie, et de Camilla Franchi. La sœur de Luigi, Marina, épouse Vittorio Gallo. Il fait ses études secondaires au lycée classique Ugo Foscolo de Pavie où il a comme professeur Angelo De Carlini qui le mentionne dans sa publication Arthropodi di Val Vigezzo,.
Il poursuit ses études à Pavie avec Luigi Berzolari, Ernesto Pascal et Ferdinando Aschieri et obtient son diplôme en 1899. Il poursuit ses études à Pise avec Eugenio Bertini et Luigi Bianchi. Pendant vingt ans, il est professeur de lycée, puis il obtient une chaire de géométrie, en 1926 à Cagliari, puis à Pise, et de 1931 à 1951 à Pavie.
Il est l'un des principaux spécialistes italiens de la géométrie algébrique.
Parmi ses élèves figurent Giuseppina Bigggiogero et Vittorio Emanuele Galafassi.
Il est membre de l'Institut lombard et membre correspondant de l'Académie des Lyncéens.
Il meurt à Padoue en 1959.

## Fonds Luigi Brusotti
Après sa mort, sa bibliothèque est léguée à l'institut de géométrie de l'université de Pavie,,. La collection fait partie du fonds de la Bibliothèque universitaire de sciences et technologie.